# 久留島通政
久留島 通政（くるしま みちまさ）は、江戸時代前期から中期にかけての大名。通称は帯刀。豊後国森藩4代藩主。官位は従五位下・伊予守。

## 略歴
3代藩主・久留島通清の長男として誕生。幼名は万千代。初名は通総、通厚。
寛文9年（1669年）7月11日、4代将軍徳川家綱にお目見えする。元禄13年（1700年）12月5日、父の死去により家督を継ぐ。宝永6年（1709年）4月15日、従五位下伊予守に叙任する。藩政には不明な点が多い。通政は正室を2人迎えたが、いずれも嗣子に恵まれず、元禄16年（1703年）に脇坂安照三男の久留島通用（織部）を養子にするが、翌年に病没した。その後、池田光仲の六男・久留島通孝（主殿）を養子にするもすぐに廃嫡している。そして、他家に養子に出ていた六弟の通重を養嗣子としたが、正徳5年（1715年）2月に先立って死去したため、叔父・久留島通貞の次男で従弟にあたる光通を養子として跡を継がせた。
享保4年（1719年）11月13日に死去した。享年59。

## 系譜
父母
- 久留島通清（父）
- 山内忠義の娘（母）

正室
- 戸沢正誠の娘（正室）
- 休 ー 山内豊昌の養女、山内一俊[1]の娘（継室）

子女
- 永井尚品正室

養子、養女
- 久留島通用 ー 脇坂安照の三男
- 久留島通孝 ー 池田光仲の六男
- 久留島通重 ー 久留島通清の六男
- 久留島光通 ー 久留島通貞の次男
- 山崎尭治正室 ー 久留島通廻の娘